# Bryum canescens
Bryum canescens är en bladmossart som beskrevs av Villars och Bridel 1803. Bryum canescens ingår i släktet bryummossor, och familjen Bryaceae. Inga underarter finns listade i Catalogue of Life.